# Catanthera schlechteri
Catanthera schlechteri är en tvåhjärtbladig växtart som först beskrevs av Rudolf Mansfeld, och fick sitt nu gällande namn av Madhavan Parameswarau Nayar. Catanthera schlechteri ingår i släktet Catanthera och familjen Melastomataceae. Inga underarter finns listade i Catalogue of Life.